# Huggate
Huggate är en ort och civil parish i Storbritannien.   Den ligger i kommunen East Riding of Yorkshire och riksdelen England, i den centrala delen av landet, 280 km norr om huvudstaden London. Huggate ligger 158 meter över havet och antalet invånare är 342.
Terrängen runt Huggate är platt åt nordost, men åt sydväst är den kuperad. Runt Huggate är det ganska tätbefolkat, med 139 invånare per kvadratkilometer. Närmaste större samhälle är Pocklington, 10,0 km sydväst om Huggate. Trakten runt Huggate består till största delen av jordbruksmark.